# 2e bataillon de chasseurs mitrailleurs (troupes coloniales)
Cet article concerne le bataillon indochinois. Pour le bataillon des troupes métropolitaines, voir 2e bataillon de chasseurs mitrailleurs. Pour les articles homonymes, voir 2e bataillon.
Le 2e bataillon de chasseurs mitrailleurs est une unité de soldats tonkinois (en) formée en France en 1922.

## Historique
L'unité est formée en avril 1922 à partir du 2e bataillon de marche du Tonkin rapatrié en mars après avoir combattu dans la guerre franco-syrienne à partir de 1920,. Le bataillon compte huit cent hommes, dont trois cent Français, et est stationné à Grasse de 1922 à 1923. En 1923, il est remplacé par sept nouveaux bataillons de chasseurs mitrailleurs indochinois, dont le 52e bataillon formé à Grasse.